# Tokyo Underground
Tokyo Underground era originalmente um [[mangá] criado por Akinobu Uraka em 1998 e transformado em anime pelo Studio Pierrot em 2002.

## Enredo
Rumina Asagi é um estudante do ensino japonês que acabou de mudar de escola junto com seu amigo Ginosuke Isuzu. Um dia, ao chegar em casa, ele encontra um enorme buraco no seu jardim e duas garotas, Chelsea Rorec e Ruri Sarasa, que dizem ter vindo de uma cidade embaixo de Tokio chamada Underground. Após isso, um estranho homem chamado Seki também sai desse buraco dizendo que recebeu ordens da COMPANY para levar a traidora Chelsea Rorec e a Sacerdotisa da vida de volta para Underground. Seki possui uma estranha habilidade de controlar o fogo e trava uma batalha conta Chelsea Rorec, que revela possuir a habilidade de controlar a gravidade, porém Chelsea perde. Rumina Asagi tenta lutar contra Seki, mas é morto facilmente. Ruri revela por que é chamada de sacerdotisa da luz e revive Rumina. Lutando novamentee contra Seki, Rumina solta uma poderosa corrente de ar que derrota Seki. Após a derrota, Seki diz que outras tropas virão atrás da sacerdotisa, dizendo isso ele foge de volta para Underground.

## Personagens
Rumina Asagi
Rumina é uma pessoa que se importa muito com seus amigos e lutará até o fim para salvar Ruri da COMPANY. Possui a habilidade de Controlar o Vento.
Rumina era um dos alunos mais brigões da escola, por causa disso decidiu mudar de escola para tornar-se um aluno calmo e que pudesse ter uma vida tranqüila com uma linda menina, mas no primeiro dia de aula acaba batendo numa gangue da escola e já ganha a fama de violento. Um dia encontra em casa um enorme buraco de onde saiu Chelsea e Ruri por quem se apaixonou à "primeira vista", após isso Seki chegou para levar Ruri para a COMPANY. Rumina tentou lutar contra ele mas foi facilmente morto, porém Ruri usando seus poderes ressuscitou Rumina, que usando um ataque de vento derrotou Seki. Após isso ele prometeu proteger Ruri da COMPANY.
Chelsea Rorec
Chelsea é uma pessoa séria e que fará qualquer coisa para proteger Ruri da COMPANY. Possui a habilidade de controlar a gravidade.
Chelsea é uma um oficial de alto escalão da COMPANY, a ela foi dada a ordem de vigiar Ruri Sarasa "a sacerdotisa da luz", mas ela se apegou muito a Ruri e a ajudou a escapar da Company usando seus poderes criou um imenso buraco que usou para escapar no teto de um dos corredores da COMPANY.
Ruri Sarasa
Ruri é uma pessoa muito boa e que se preocupa muito com seus amigos, apesar de não possir habilidade de batalhas. Possui a habilidade da vida.
Ao descobrir que existia uma pessoa com a habilidade da vida, a COMPANY a capturou e a mantém presa num quarto para usar seus poderes para recucitar um dragão morto a milenios. Apos conhecer Chelsea, Ruri conseque escapar de UNDERGROND e conhece Rumina, após a morte de Rumina ela a revive com seus poderes e dorme por tres dias com porque ficou sem energias. Mais a frente ele é sequestrada pela COMPANY e seus amigos descidem ir salva-la.
Ginosuke Isuzu
Ginosuke se importa muito com Rumina e fará qualquer coisa que for preciso para ajudar seu amigo. Não possui habilidades.
Ginosuke mudou de escola junto com Rumina. Após o seqüestro de Ruri, ele decide ir junto de seus amigos para salvá-la. Lá ele conhece um homem que dá a ele uma arma que pode produzir elementos em batalhas.